# سون مین-چول
سون مین-چول (انگلیسی: Son Min-chol؛ زادهٔ ۲۷ اکتبر ۱۹۸۶) بازیکن فوتبال اهل کره شمالی است که در تیم‌های ملی فوتبال کره شمالی بازی کرده‌است.